# Eugène Thomas (archiviste)
Pour les articles homonymes, voir Eugène Thomas (homonymie).
Pierre François Eugène Thomas, né le 7 germinal an VII (27 mars 1799) à Montpellier et mort le 4 juin 1871 dans la même ville, connu également sous le pseudonyme d’Hernand Roswald, est un archiviste, historien et toponymiste français.

## Biographie
Son père, Jean Louis Thomas était homme de loi.
Eugène Thomas a une carrière d'archiviste, puis obtient le poste de directeur des archives départementales de l'Hérault.
En 1827, Eugène Thomas publie une œuvre de son oncle Jean-Pierre Thomas (1756-1820) également archiviste, intitulée : Mémoires historiques sur Montpellier et sur le département de l'Hérault.
Parallèlement à son activité, Eugène Thomas est membre de l'Académie des sciences et lettres de Montpellier dans la section lettres de 1847 à 1871 où il occupe le siège I, à partir de 1853, il est membre correspondant du Comité des travaux historiques et scientifiques et directeur de la Société archéologique de Montpellier.
De 1836 à 1840, Eugène Thomas et Ferdinand Pégat collationnent « le Petit Thalamus de Montpellier ». Ce dernier contient les statuts et l'histoire de la ville de 1204 à 1604, l'édition est publiée pour la première fois d'après les manuscrits originaux.
Quelques années avant sa mort, en 1865, il termine la rédaction du « dictionnaire topographique du département de l'Hérault ».

## Œuvres
- [1827] Jean Pierre Thomas et Eugène Thomas, Mémoires historiques sur Montpellier et sur le département de l'Hérault, Paris, Gabon, 1827, XII, 468, in-8° (OCLC 27142390, BNF 31460839, SUDOC 007587732, lire en ligne).
- [1831]  Jean Cavalier ou les camisards et les cadets de la croix 1702-1704, écrits puisés dans des manuscrits authentiques et inédits, 1831.
- [1836]  Quels étaient les habitants du département de l'Hérault après la fondation d'Agde et avant la domination des Romains ?, 1831.
- [1836]  Recherches sur la position des Celtes-Volces : ou introduction à la géographie ancienne du département de l'Hérault, 1836.
- [1836] Ferdinand Pégat et Eugène Thomas, Thalamus parvus : le petit thalamus de Montpellier : publié pour la première fois d'après les manuscrits originaux, Jean Martel Aîné, coll. « Société archéologique de Montpellier », 1836/40, lire en ligne : [(fr + oc) Internet Archive] ou [(fr + oc) Google Livres].
- [1840]  Annuaire administratif, statistique et commercial du département de l'Hérault, 1840-71, 32 vol.
- [1843] Eugène Thomas, Vocabulaire des mots roman-languedociens dérivant directement du grec, précédé de quelques observations historiques et grammaticales, J. Martel Ainé, 1843.
- [1847] Eugène Thomas, Dissertation historique sur la Mer Érythrée ou Mer Rouge, Boehm, 1847, 68 p. (lire en ligne).
- [1847]  Comput ecclésiastique en roman-languedocien du XIIIe siècle, 1847, 23 p.
- [1850] Eugène Thomas, Essai sur la géographie astronomique du Prométhée d'Eschyle, Boehm, 1850, 114 p.
- [1852]  Sommaires historiques sur les anciennes archives ecclésiastiques du diocèse de Montpellier, clergé séculier, 1852, 101-132 p.
- [1853] Eugène Thomas, Introduction à l'« Histoire générale de Languedoc », des bénédictins Fr. Claude de Vic et Fr. Joseph Vaissète : accompagnée de notes historiques et bibliographiques et de pièces justificatives, J. Martel aîné, 1853, 152 p.
- [1854]  Des Différentes interprétations du Prométhée d'Eschyle, 1854.
- [1854] Eugène Thomas, Le Concile d'Agde en 506, Montpellier, J. Martel aîné, 1854, 44 p.
- [1854] Eugène Thomas, Le Collège de Pézenas, établi sous le nom de Collège de Bresse, à Montpellier, J. Martel aîné, 1854, 30 p.
- [1855] Eugène Thomas, Examen critique des anciens noms de l'île de Corse, Société archéologique de Montpellier, 1855, 22 p.
- [1856] Eugène Thomas, Les Fragments de la Prométhéide d'Eschyle, Montpellier, Boehm, 1856, 30 p.
- [1857] Eugène Thomas, Montpellier : tableau historique et descriptif pour servir de guide à l'étranger dans cette ville et dans ses environs, Montpellier, Félix Séguin, 1857, IV-344 p., in-12 (BNF 31460331, présentation en ligne, lire en ligne).
- [1858] Junius Castelnau et Eugène Thomas, Mémoire historique et biographique sur l'ancienne Société royale des sciences de Montpellier : Notice historique sur la Société des sciences et belles-lettres de la même ville, Montpellier, Boehm, 1858, 352 p. (lire en ligne).
- [1859]  Un agent des alliés chez les Camisards, d'après les manuscrits trouvés dans le fonds de l'ancienne intendance de Languedoc, 1859.
- [1861]  Mélanges de Littérature, d'Histoire et de Géographie ancienne, 3 vol, 1861.
- [1865] Eugène Thomas, Dictionnaire topographique du département de l'Hérault : comprenant les noms de lieu anciens et modernes, Paris, Impr. impériale, 1865, XXXI-278 p., in-4° (BNF 37326793, lire en ligne).

## Hommages
Depuis 2014, le Petit Thalamus est devenu un projet pluridisciplinaire regroupant des philologues et des linguistes spécialistes de l'occitan médiéval, des historiens : médiévistes et modernistes, du droit et de l'art autour de l'édition scientifique et électronique du manuscrit « AA9 » des archives municipales de Montpellier sous l'égide de l'université Paul Valéry Montpellier-III où des éditions critiques numériques du manuscrit sont actualisées au gré de l'avancement des travaux.